# 空間
空間（くうかん、英: space）とは、
1. （日常の用語）大きさを持った入れ物。
2. （哲学）時間と共に物質界を成立させる基礎形式。アリストテレスなどに古代ギリシアの思想では、個々の物が占有する場所（トポス）である。カントは空間を時間とともに人間精神の「直観形式」だとする立場を呈示した。
3. （物理）ニュートンは、空間を3次元のユークリッド空間、すなわち、3方向に無限に拡がるものとする数学を用いてニュートン力学体系を構築した。そして「（空間は）そのnature（本性）において、外界のいかなるものとも関係がなく、常に同じままで（不変）、不動」と記述した。[注 1] 「万有引力」という考え方（遠隔作用論の一種）を提示し、宇宙の空間のすべての点が、全ての天体の位置と質量を「知って」いる、と考え、空間というのは「神の感覚中枢 (sensorium dei)」であると述べた[1]。空間を絶対と見なしたニュートンに対して、（ニュートン同様に大御所であった）ライプニッツは空間は相対的なものである、と見なし、論戦が繰り広げられた。アインシュタインの特殊相対性理論では、空間と時間はミンコフスキー時空という一体のものとして記述され、さらに一般相対性理論では、物質（質量）の存在により「曲がる」4次元リーマン空間として記述された。20世紀後半に発展した超弦理論では空間は9次元だとされる。→#自然哲学における空間、#物理学における空間。
4. （数学）→#数学における空間。ユークリッド空間、非ユークリッド空間、空間 (数学)（集合に幾何学的構造を併せて考えたもの）など。
5. （建築）　→#建築における空間

哲学、物理学、数学、建築、地理学、社会学等々において用いられており、意味・説明は分野ごとに異なるので、それぞれ説明する。

## 自然哲学における空間
自然哲学における理解を解説する。

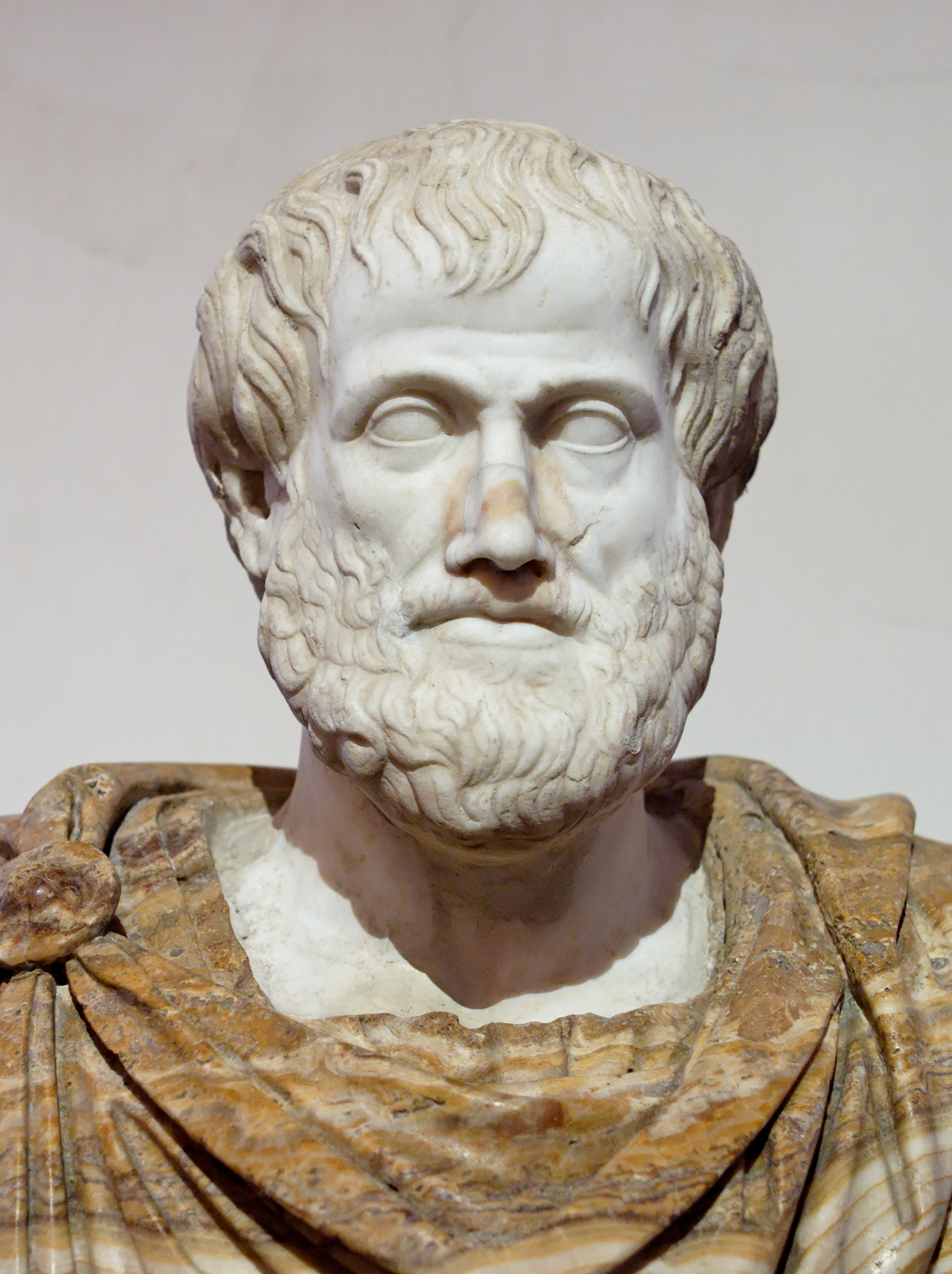
アリストテレス

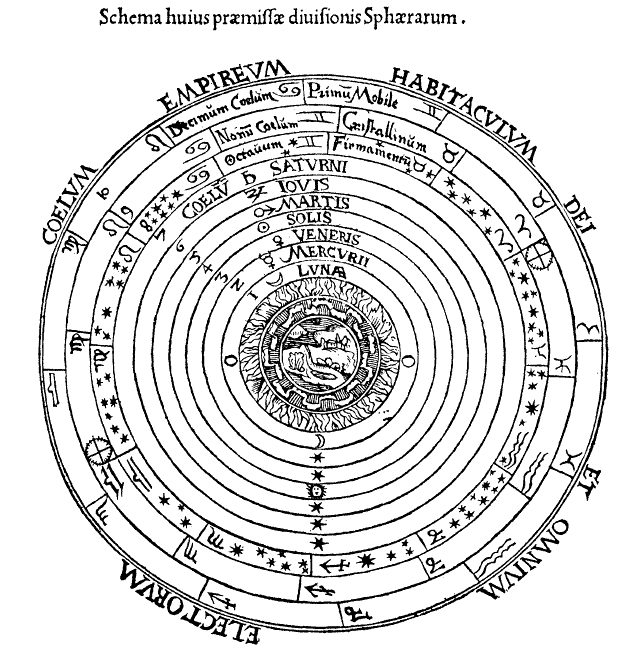
古代から中世にかけての空間理解がわかる説明図の一例。ペトルス・アピアヌスの Cosmographia （アントワープ、1539年）

アリストテレスは、自然学の基礎的概念として、事物の場所「トポス topos」としての空間概念を用い、物事の運動kinesisを説明した。トポスは「接触面」として、諸元素に対して能動的な作用を及ぼす実在であって、それぞれの本性により、火は上方に、土は下方の場所へと運動する、とした。→『トポス論』

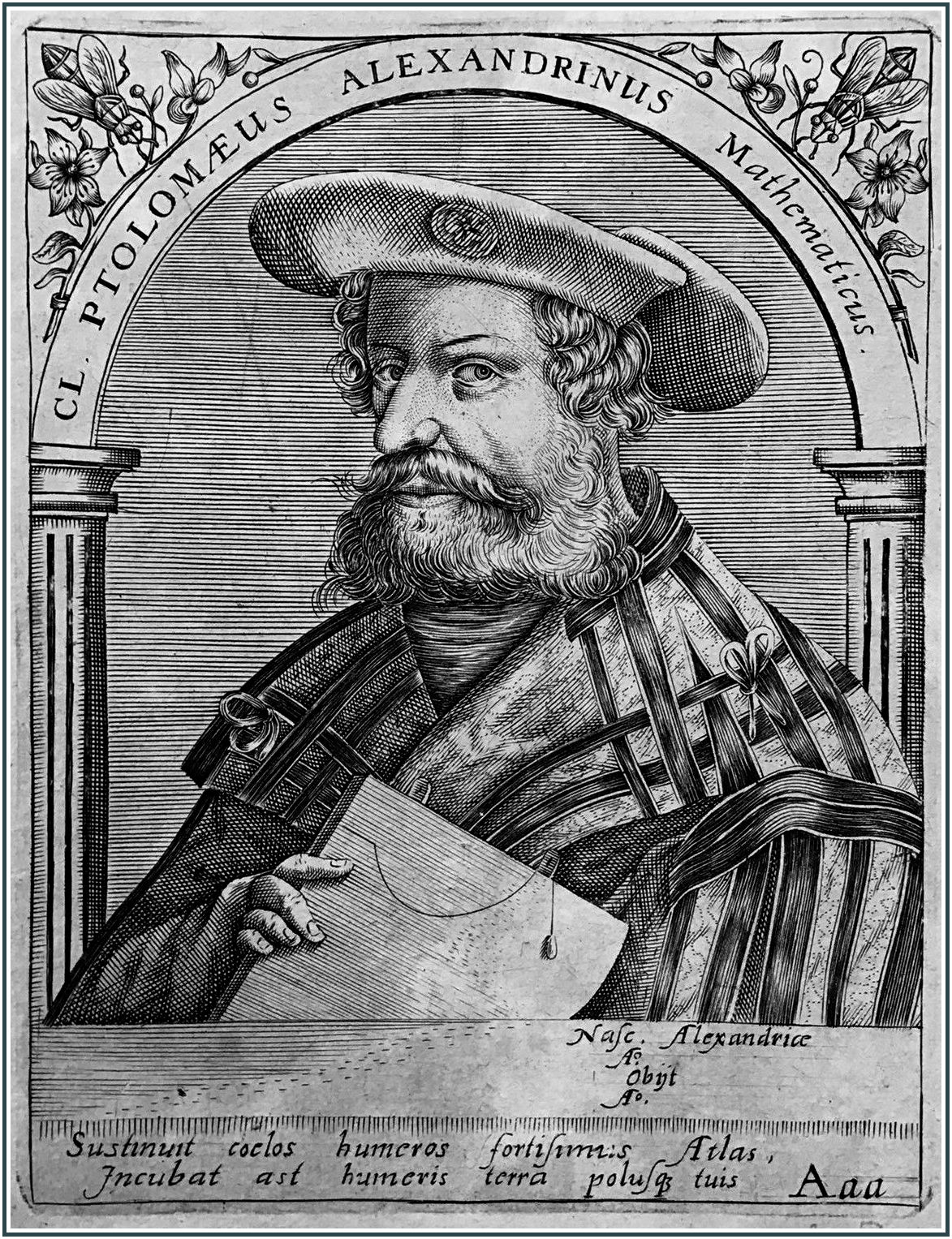
プトレマイオス

後にアリストテレスの自然哲学はクラウディオス・プトレマイオスの天文学と合体し、性質的な差異と階層構造をもつ有限宇宙が想定された。月下界には月下界特有の性質・法則があり、月の向こう側の空間には、そこ独特の性質・法則があると考えられていた。空間というのは、位置によって性質が異なる、と一般に考えられていたのである。人々は、空間は位置により性質が違うから、地上のものは落下するが、惑星は落ちないまま円運動を続けている、と考えていた。空間は相対的なものであった（宇宙論を参照）。

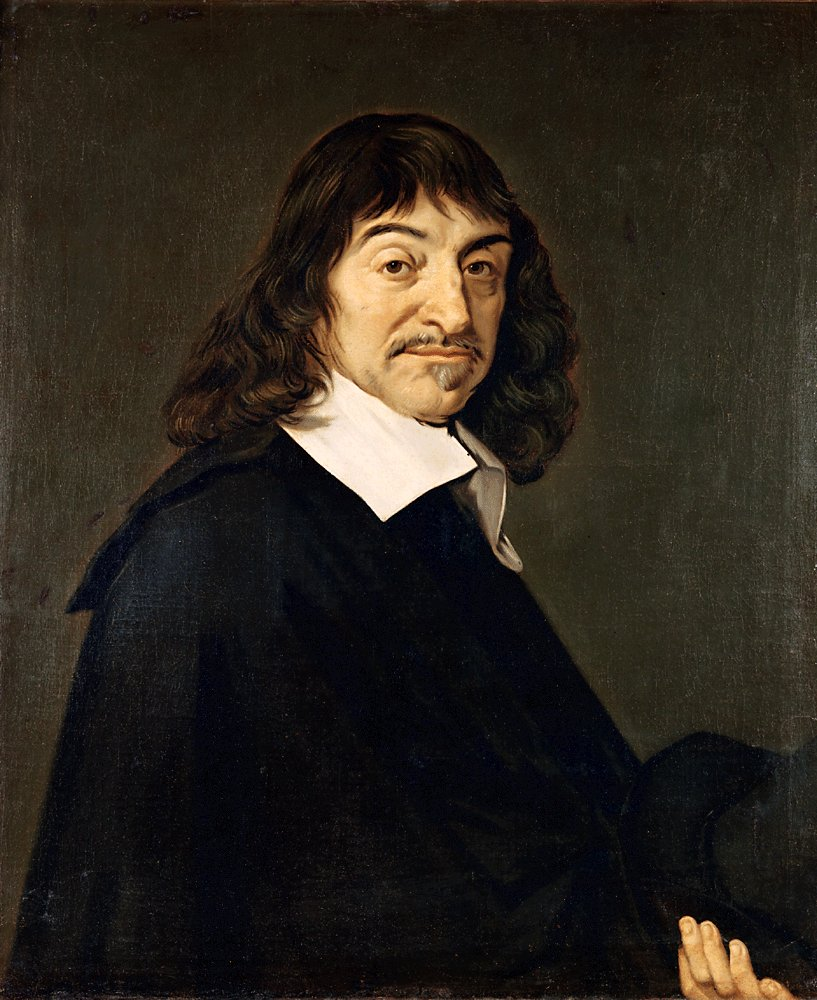
デカルト

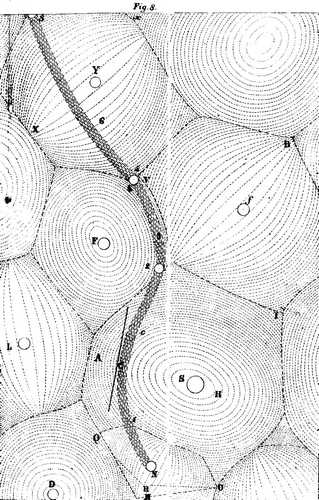
デカルトの『哲学原理』（1647年）に掲載されている、エーテルの渦と天体の図

ルネ・デカルトが1633年に執筆した『宇宙論』の原稿においては、物体とは独立の空間を認めており、運動というのは空間の中のある位置から別の位置への移動」として簡潔に定義できるものであった（だが、この書はデカルトの生前には出版されなかった。出版は死後である。）。その後のデカルトの渦動説によれば、空間にはすきまなく目に見えない何かが満ちており、物が移動すると渦が生じている、物体は「渦」によって動かされている、と説明された（重力を説明する古典力学的理論を参照）。
自然哲学者アイザック・ニュートンは、上述のデカルトの渦動説は本で読んだものの、その体系に相当無理があると気づいていた。ニュートンは一般に公表はされなかったものの、『重力および流体の平衡について』という書きかけの手稿（『自然哲学の数学的諸原理』が出版される相当前に書かれたもの）を残しており、そこでデカルトの渦動説を名指しで批判している。そして、その手稿で「場所とは物体が占める空間の一部」とし、「静止とは同じ場所にとどまること」「運動とは場所の変化である」としていた（ただしこれは公表されなかった）。

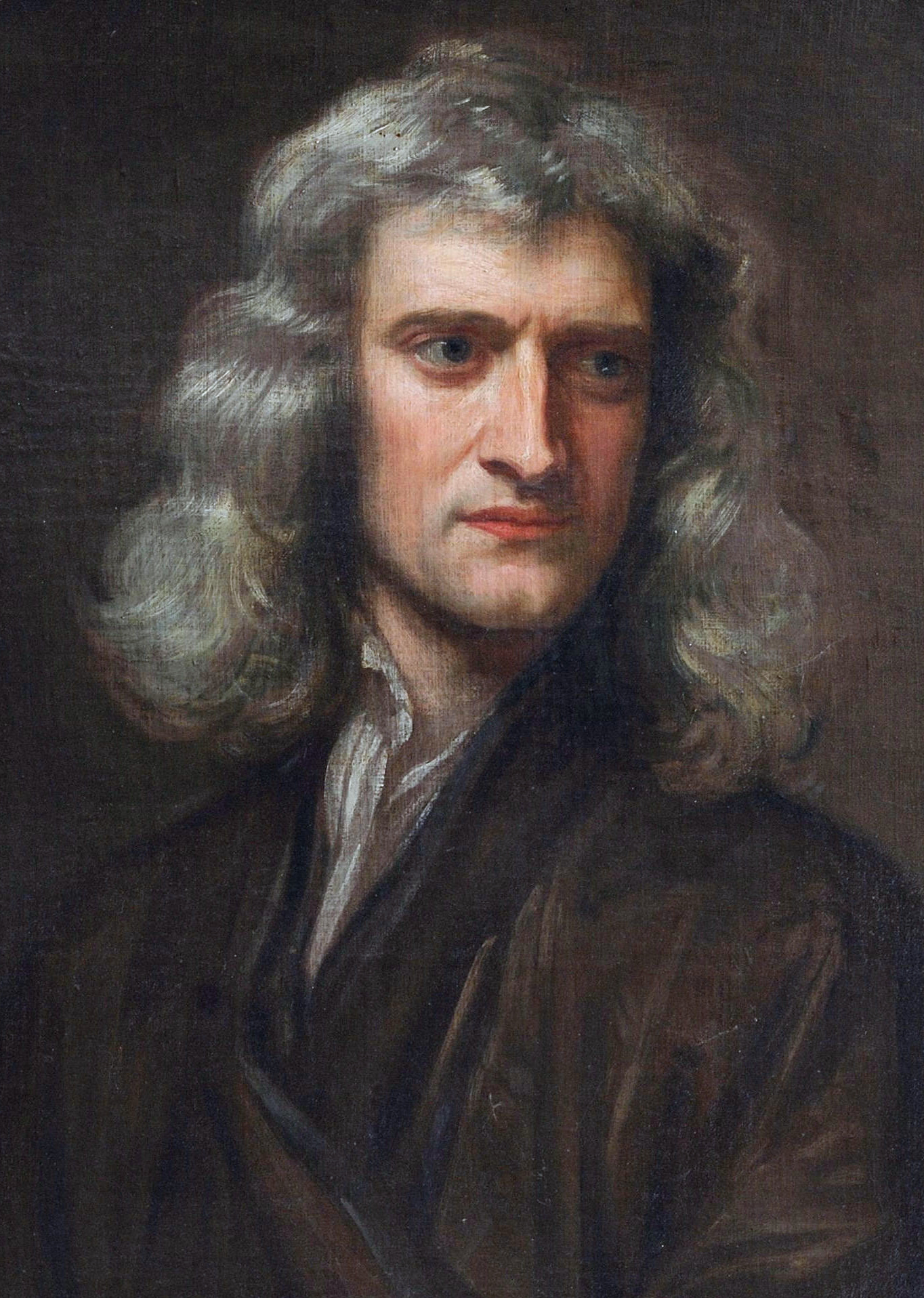
ニュートン

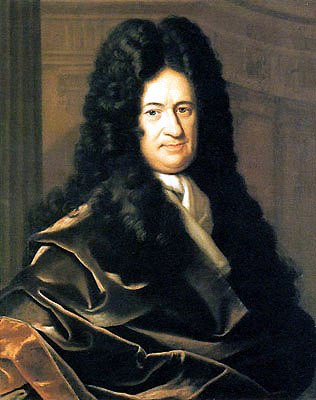
ライプニッツ

ニュートンは、古代以来の「場所により空間の性質が異なる」という考え方に変化をもたすことにもなった。ニュートンは、天界の惑星の運動と地上の物体の落下が同一のしくみによってもたらされているとしても説明可能だと見抜き、「万有引力の法則」を公表した（『自然哲学の数学的諸原理』）。ニュートンはユークリッド幾何学を用いて、自らの理論体系を構築した。（当時、人類が知っていた幾何学はユークリッド幾何学だけであった。。）よって、ニュートン力学においては空間は、無限に広がる3次元のユークリッド空間と想定されていることになる。
『自然哲学の数学的諸原理』の冒頭部分の「定義」に続く箇所において、絶対空間と絶対時間という概念を導入した。「そのnature本性において、外界のいかなるものとも関係がなく、常に同じままで、不動の」と説明されている。ニュートンの力学体系では、空間は均一の性質で広がるものと想定されるようになり「絶対空間」と呼ばれたのである。また、ニュートンは同著においてその説明につづいて、絶対運動および相対運動について説明を行ない、バケツの中に水を入れ回転させる実験の説明を行った。
また、ニュートンは宇宙の空間のすべての位置・点が、全ての天体の位置と質量を知っているということから、空間というのは「神の感覚中枢 (sensorium dei)」であると述べた。神は絶対性を有しており、宇宙のあらゆる空間に神はあまねく存在している（遍在している）としたのである。（『光学』）。
ライプニッツは空間というのは、同時に存在する事物の秩序、ととらえた。空間は表象と表象との関係によって定義される、とした。よってライプニッツの考えでは、ニュートンが言うような絶対空間というようなものは否定した。

### 2種類の空間概念にまつわる議論
絶対空間と相対空間の考え方について議論が行なわれた。
絶対空間は、英国の自然哲学者ニュートンが唱えた空間概念で、連続的で均質な無限の広がりを想定している。
これは、ドイツのライプニッツによる批判の対象となった。ライプニッツは、相対空間という概念を提示した。ライプニッツによれば、空間とは諸物の関係であり、空間の存在は、その中の諸物の関係を、幾何学などにより合理的に説明できれば証明されるとした。これは、空間の性質を、諸物の位置ならびに位置相互にある距離として表現するものであった。ニュートン（およびその支持者）とライプニッツ（およびその支持者）の間には、激しい論争が闘わされ、何度も書簡（第1-5書簡）のやりとりがなされた。
ライプニッツの第2書簡においては、宇宙における物質の量に関してニュートンを批判しつつ、真空などという概念はないときっぱりと否定した。ライプニッツはその理由として、宇宙に物質の量が多ければ多いほど神の力と知恵を行使できる機会が多いのだから、物質のない虚ろな空間はありえない、とした。第5書簡では、水銀をいれたガラスのチューブを用いたトリチェリの実験（1643年）も引き合いに出し、アリストテレス主義者やデカルト主義者らの見解も提示しつつ「空気を抜かれたガラスのチューブには光線が通過することからして小さな穴があいているに決まっている。そしてその穴は空気は通さないけれど、磁気などの希薄な流体を通すのであって、ガラス容器の中にはそのような微小な物質がつまっていると考えるべきである」と述べた。（ライプニッツのこの説明は、現在の物理学における磁場などの、目に見ることも触れることもできない「場」の概念を先見するものだったとも評価されている。
第4書簡では、万有引力についても攻撃し、「離れた物体同士が、まったく仲介するものなしで互いに引き合うとか、（ある物体のまわりを）物体がまわる（接線方向に進んでゆくことを妨げるものがないのにそうならない）ということも、超自然的だ。このようなことは、ものごとの本性からは説明できない」と非難した。ライプニッツの支持者らもニュートンの万有引力の理論を「オカルトだ」と非難した。

## 物理学における空間

### ニュートン力学での空間
ニュートンはニュートン力学を、3次元ユークリッド空間、すなわち、すべての方向に無限に拡がる果てしのない均質なもので物質の存在から独立した空虚な容器であり、やはり均質に空間や物質とは切り離されて存在し進行する時間がある、という大前提のもとに記述した（いわゆる「絶対空間」と「絶対時間」、時間#ニュートン力学での時間も参照）。

### ニュートン力学の再構成
19世紀後半には、ニュートン力学の再構成が盛んになり、できれば「絶対空間」という概念（仕組み）は抜きで運動を理解しよう、とする試みが盛んに行なわれるようになった。なぜなら、たとえばマクスウェルの方程式（1864）から、光速はいかなる観測者からも一定、という、絶対空間と絶対時間という枠組から見ると奇妙な結論が得られる。そういったほころびが目立つようになってきたからである。
エルンスト・マッハ（1838-1916）は、観察されることをそのまま記述する方法で科学を再構築することを構想しており、ニュートン力学体系における「絶対空間」や「絶対時間」の概念を、形而上学的な要素の残滓（のこりかす）だとして否定した（『力学の発展史』）。また、カール・ノイマンやルートヴィヒ・ランゲは、ニュートンのように先に空間と時間を仮定してから運動を定義するのではなく、反対に、（観察される）運動と運動の法則から「慣性系」という基準系の構造を構築しようとした。「絶対空間」と呼ばれるものを見たり認識したことがある人は、未だかつて誰もいなかったのである。マッハの思想は後述するアインシュタインに影響を与えた。

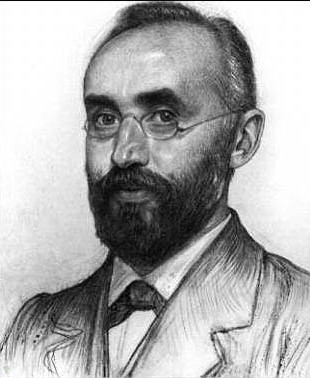
ローレンツ

ローレンツは、「絶対空間においてエーテルが静止している」とし「宇宙は絶対静止しているエーテルと運動する荷電粒子からなる」とする宇宙論によって、ニュートン的な絶対空間の概念を保持していた。
この考え方を支持する人は多く、地球のエーテルに対する運動の効果を地上で測定するという実験が繰り返し行なわれた。マイケルソン・モーリーの実験である。実験結果はエーテルの存在を証明するものではなかった。ローレンツは、「運動する時計は遅れる」とする仮説と、「運動するものさしは収縮する」とする仮説によって、実験結果も受け入れつつ なんとかしてエーテルの存在を認めつづけようとした。

### 相対性理論での空間

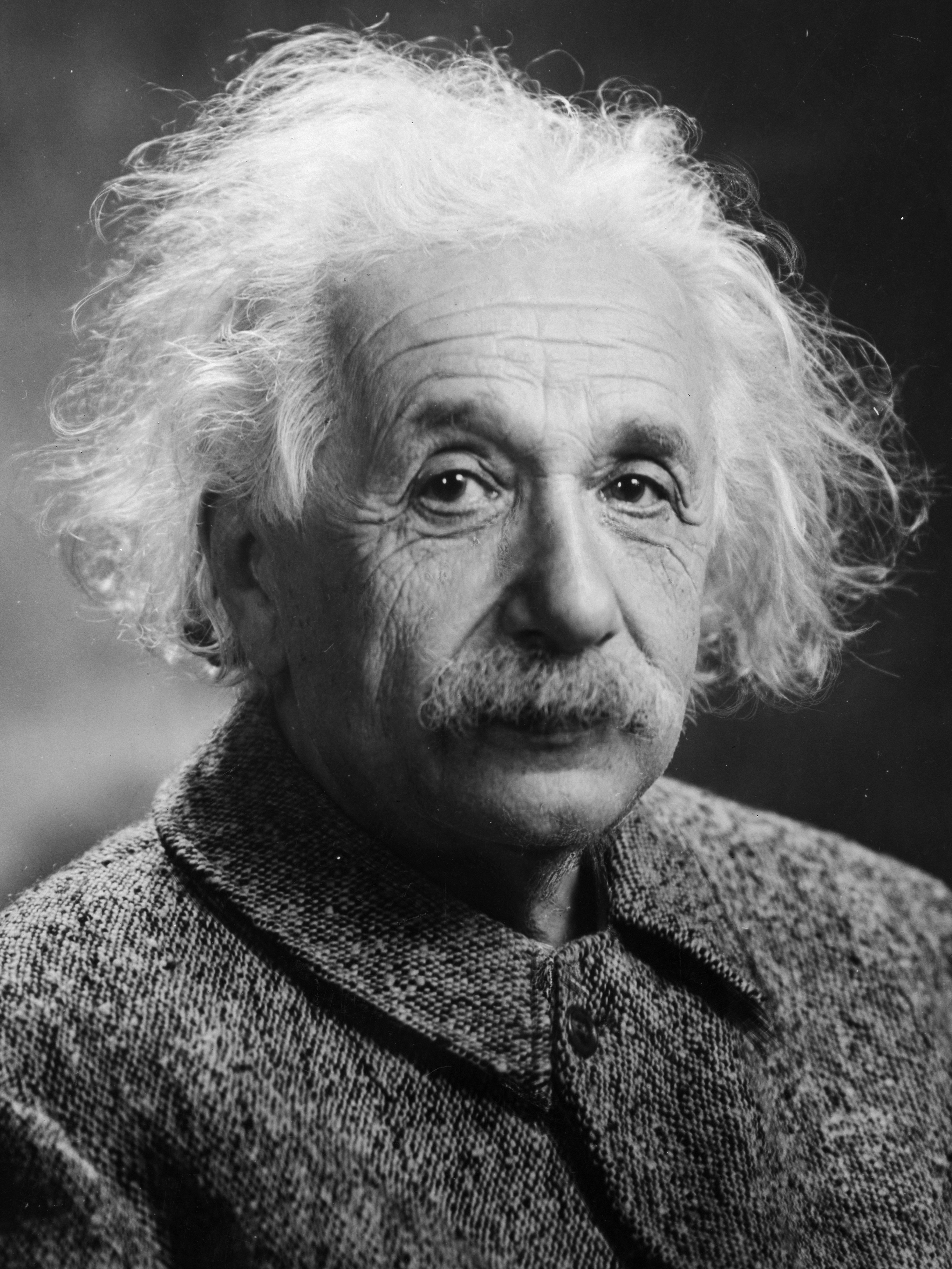
アインシュタイン

アルベルト・アインシュタインは、ローレンツの考えとは異なった観点から着想し、「全ての慣性基準系は対等であって、特権的な基準系はない」とする仮説と、「あらゆる慣性基準系において真空中の光の速度は一定である」とする仮説によって、ニュートン力学の理論体系を組みなおし、空間と時間に関して新しい考え方を提示した（相対性理論を参照）。ここにおいて、空間は時間と連関して扱われることになり、4次元の時空という概念が現れた。
アインシュタインの一般相対性理論以来、重力は空間の歪みと考えられ、空間は曲率がゼロのユークリッド空間ではなく一般にはリーマン空間で表されることになった。そして重力の源は質量であるので、空間は内部の物体とは無関係に存在する単なる容器ではなく、内部の質量自体が空間の構造に影響を与えていることになる。

### 宇宙論・量子論・場の理論
エドウィン・ハッブルらによって、島宇宙（銀河）が遠ざかっていることが発見されてからは、やがて宇宙は一定であるとする定常宇宙論以外に、宇宙が膨張しているとするビッグバン仮説が登場し、両者は拮抗するようにもなり、やがてビッグバン理論の支持者の割合が大きくなった（宇宙論を参照）。
また、20世紀初頭からはじまった数々の物理実験によって、真空は何も含まない「無」なのではなく、エネルギーや構造を持つことが解明された（例えば「ディラックの海」、「カシミール効果」を参照のこと）。このような真空の性質を記述するために場の量子論が1930年代に登場し、やがて素粒子の標準模型へと進化した。標準模型においては、真空と不可分な電磁場や電子場、ヒッグス場などが存在し（電磁場、量子場、ヒッグス場も参照）、粒子は真空を構成する場の励起状態であると解釈されている。宇宙のあらゆる場所に共通の電子の場が存在するために、どこで電子を生成しても、その質量や電荷などの諸性質は全く同一になる（例えば、他のものに比べて質量の小さい電子は生成できない）。また、磁石は真空を構成する電磁場を影響するために、遠距離でも目に見えない引力や斥力が発生すると解釈される。電荷を勢いよく振動させると、電磁場中に光子が励起され無限遠に向かって伝搬する。こうした真空の概念の転換によって、原子や素粒子の性質が極めて正確に予言できるようになった。1960年代には、電磁相互作用と弱い相互作用を統一した電弱理論が確立され、1980年代に実験的に検証された。現在、さらに電弱理論と強い相互作の理論を統一する統一場理論を作り上げようと努力しているが、理論の予測と陽子崩壊等の実験結果に矛盾があるために、困難に直面している。
なお、19世紀末に信じられていたエーテル仮説では、真空中にエーテルと呼ばれる媒質が満たされており、地球がエーテル中を運動するとエーテル風が観測されると考えられていた。エーテルは真空と分離可能で直接観測が可能な液体のような媒質であると考えられていたが、該当する現象が観測されなかったために、エーテルの存在は現在では実験的に否定されている。一方、場の量子論における「場」とは、電磁場のように真空と分離することのできない広がりをもったものを指す。携帯電話に電波が届くのは、空間中のあらゆる場所に目に見えない電磁場が満たされており、携帯電話がその電磁場を励起するからである。電波が伝搬しない真空を作り出すことが不可能であるように、電磁場は真空とは不可分であると考えられる。したがって、エーテル風に類似する効果は場の量子論ではおこらない。
現代の自然科学者は、物理学における空間を「物理的空間」、数学などにおける空間を「抽象空間」と呼ぶこともある。

### 超弦理論における空間
超弦理論においては、空間は9次元である、としている。ただし9次元のうち6次元は、現在観測できないほどに小さく折りたたまれていて観測できないとする。超弦理論では、「9次元空間 + 時間」の「10次元時空」が想定されている。小さな6次元は、カラビヤウ多様体のような形態であるという。
物理関連項目
- 宇宙空間、空間群、対称性、位相空間 (物理学)、量子情報

## 数学における空間
数学においては、ある集合を「入れ物」に、特定の条件を構造（とくに幾何学的構造）としていれて「幾何学的対象」と考えるとき、入れ物となる集合を空間 （くうかん、space）と呼ぶことがある。その場合、集合の元は空間の点と呼ばれる。入れ物となる空間に複数の構造が考えられるときには、構造ごとに異なる空間があると考えることが自然であることも少なくない。この場合、空間とは「入れ物となる集合とその集合の上に定義される構造との組のことである」として考えていることになる。
集合と条件から公理的に構成される空間をとくに抽象空間（ちゅうしょうくうかん、abstract space）と呼んで、具体的な空間と区別することがある。たとえば、ベクトル空間は線型演算の定義できる集合という条件で定まる抽象空間のことだが、実数全体の成す集合 R のような具体的な空間がベクトル空間の構造を持つかどうかということとは独立に、ベクトル空間の公理のみによってその性質などについて統一的に論じることができる。
空間に定義される幾何学的な構造とは、たとえば 「近さ」「向き」「位置関係」「広がり」 のようなものがそうなのであるが、座標や函数のような、通常は代数学的な構造であるとか解析学的な構造であると見なされるようなものも、一部に含んでいる。ホモトピーやホモロジー、コホモロジーは、空間やその幾何学を計算のしやすい代数系によって捉えるという代数的位相幾何学の思想に基づく産物である一方、不変量として空間を規定する幾何学的な構造の一種であると捉えられる。
ユークリッド空間は空間の雛形として幾何学的な構造を様々に含んでいる。たとえば、「近さ」について、ユークリッド距離と呼ばれる距離函数によって距離空間の構造を備えている。空間（の中の図形）が閉じているとか開いているとか、あるいは「広がり」具合に関して限界があるとか、繋がっているとか離れているとか、収束・発散、とかいった概念は、ユークリッド空間であれば距離の言葉で解釈して、論じることができる。一般には距離を定めることのできない抽象空間で近さを論じるために、位相空間や一様空間といった抽象空間の類が定義される。また、ユークリッド空間上の函数やその解析学は、ユークリッド空間の局所的な振る舞いを明らかにし、微分構造を備えた多様体としての姿を浮き彫りにする。それは、座標による表示を通して、空間上の微分が存在する接空間のベクトル空間としての構造と、その張り合わせとして捉えることもできる。とくに三次元空間では、空間の向きや距離をベクトルの内積や外積などによって把握するベクトル解析が詳しく展開される。
位相空間は、開集合や閉集合の全体がどうなっているべきであるかを明らかにすることで定義されるが、それによって他の多くの幾何学的な構造が統一的に調べられる、非常に広い空間概念である。一方、函数や収束・発散あるいは完備といった、空間の解析学を展開するために必要な性質は一様空間の性質として理解されることも少なくはない。
多様体の場合に限らず、集合上の函数の集まりは、空間の持つ情報を様々に写し取るために、それを空間と双対的な存在の「空間」と見なすようなこともしばしば行われる。こういった函数空間の考察は、多くの場合代数的な道具を空間の研究に導入する便宜を提供することになる。
空間に対して、空間上の自己準同型のつくる作用素環などの函数環および、その上の加群を新たな空間として考えたり、非可換環上の幾何学を展開する場としての非可換空間を通常の空間の変形版と見なす非可換幾何を考察したりといった直接的な影響に留まらず、点の集まりとして定義される空間という点集合論を超えて、詳細な情報を得るには点の不足している空間に対して、函数空間の代数的な情報によって元の空間の情報を引き出したりするようなこと、あるいは抽象代数的な構造物を積極的に幾何学的な空間として捕らえるような代数幾何学的な思想が、現われてくる。
代数幾何学やその応用としての数論幾何学では、局所コンパクト群であるユークリッド空間のようなよく知られた（ふつうの）空間のみならず、たとえば位相空間として離散空間となるさまざまな有限群や離散群のような、およそ図形とは思えないようなものが各所で重要な意味を持つなど、興味深いたくさんの抽象空間が扱われる。
数学関連項目
- ヒルベルト空間、零空間、アフィン空間、T1空間、LF空間、離散空間、射影空間、可分空間、位相空間論、コルモゴロフ空間、ハウスドルフ空間、密着空間、商空間、双対ベクトル空間、ノルム線型空間、一様空間、線型位相空間、計量ベクトル空間、確率空間、コンパクト空間、線型部分空間、バナッハ空間、連結空間、関数空間、空間充填、情報幾何学、位相幾何学

## 地理学における空間
空間は人文地理学において基本概念の1つである。地理学方法論ごとに異なる空間概念が存在する。
空間概念について検討が行われるようになったのは、第二次世界大戦後に伝統的地理学への批判として計量地理学が成立してからであった。伝統的地理学は、地域の個別性を記述する地誌学であり、空間は地域のことで、地域的特徴を人間と環境の関係で説明しようとした。一方、計量地理学は空間の科学、空間分析の科学としての地理学を主張し、空間的分布の差異を普遍的な空間因子（距離、位置など）で説明しようとした。計量地理学で扱われる空間は、ユークリッド幾何学の成立を前提とした古典物理学の絶対空間である。この空間は、事物から独立した客観的空間であった。
一方、実証主義地理学への批判として、行動地理学では人の知覚から認識された空間である「知覚された空間」が着目された。知覚された空間はメンタルマップとして地図化される。また、現象学を基盤とした人文主義地理学では、主観性、人間性を重視する実存的空間が扱われ、場所という空間概念が提示された。
他方、社会理論を援用した地理学の理論化において着目された構造化理論では、人間の行為と社会構造との関係の理論化で空間を用いている。ここで新たな空間概念として地域化(regionalization)が導入された。
社会と空間の関係についても検討が進められ、マルクス主義地理学を背景に資本主義の社会空間形成の研究が行われた。アンリ・ルフェーブルは、空間は社会的経験により生産されると主張し、空間の生産概念を提唱した。都市化社会では空間自体が生産・消費・消費の対象となり、空間に対する資本投資が資本の循環を形成している。デヴィッド・ハーヴェイはルフェーブルの理論を精緻化した。この空間概念の特徴として、都市空間の土地や、土地に結びついた施設（ハーヴェイのいうところの建造環境）のみならず、資本の循環プロセスも空間に含めていることが挙げられる。
ポストモダン地理学では、エドワード・ソジャが第三空間を提唱した。また、空間と権力についても、表象空間や心象地理の観点から議論が行われている。
ポスト構造主義地理学のうち関係性(relationality)に着目した方法論により、関係空間(relational space)という、事物間の関係で構成される空間概念が発生した。関係空間は、空間の内部での事物のつながりに着目し、一方絶対位置や縮尺は重要視されない。

## 造園における空間
造園計画やランドスケープデザインの対象となって創出されたり、または環境保全されたり景観操作された、一つのまとまった構造をもつ空間を造園空間という。ここでの一つのまとまりとは、周囲を囲まれた園、つまり物的なまとまりとしての空間だけを指すのでなく、景色や風景として一望できるまとまりある構造をも指している。造園空間の特徴をその空間構成の形式の点から建築空間との比較でいうと、ひとつ目の特徴は屋根のない床や壁による構成であり、すなわち外部空間であることが挙げられる。二つ目の特徴は、空間の構成要素が生命ある植物や水、土、石といった自然材であること、三つ目に、空間構成の観点が用と景にたとえられるように機能と外観のデザインが相互調整におかれることがあげられる。
造園空間の史的展開を空間事例であげると、フランスやスペインでは宮殿の庭園として発展し、イタリアではヴィラと呼ばれる別荘の庭園として、日本では寺院庭園等として、イギリスでは狩猟園地としてのパークや共有地としてのボストンコモンが都市公園として展開してきたことを知る。またアメリカ合衆国では、近代都市公園と国立公園としての自然公園が発生、展開した。
現在日本で成立している造園空間を示すと個人庭園から公館庭園までを含む各種庭園、都市公園に代表されるが、遊園地・スキー場・ゴルフ場・別荘地までを含む各種レクリエーション空間やリゾート空間、並木道や緑道から高速道路造園といった交通系の造園空間がある。これらの造園空間は、そうした空間が立地成立する地域空間の序列を備えていて、日常生活圏域で見受けられる造園空間から、より広域的な圏域に数箇所限定して成立するものまである。また、造園空間の土地所有や運営、経営の面からみると、公的造園空間と私的造園空間とがある。
この分野では造園作品と造園空間とを区分してとらえる傾向がある。

## 社会学における空間
社会学における空間分析において決定的な影響を与えたのが1960-1970年代の空間論的転回である。空間論的転回によって、空間は社会的活動にとっての基本的な素材とみなしつつ、同時に社会的に生産されたものと考えられるようになった。したがって、たとえば、「社会空間」は、この両義性を含み合わせた概念として使用される。この流れを生み出したのは、アンリ・ルフェーヴル、ミシェル・ド・セルトー、デヴィッド・ハーヴェイらである。
社会学における社会空間論としては、マニュエル・カステルの「フローの空間」論、アルジュン・アパデュライの「スケイプ」論がよく知られている。

## 文化考における空間
哲学・地理学・社会学からの派生・応用になるが、ユネスコが世界遺産や無形文化遺産に考え方を反映させている。

## 人間の空間認識
人間の空間認識は、空間を表現する言語と関係が深い。
縦と横、前後、左右、上下など空間の関係に関する言葉はたくさんある。
大小、長い・短い、太い・細いなど、空間を占める状態を表す言葉もたくさんある。